# 23038 Джефбаугмен
23038 Джефбаугмен (23038 Jeffbaughman) — астероїд головного поясу, відкритий 3 грудня 1999 року.
Тіссеранів параметр щодо Юпітера — 3,546.